# 李路路
李路路，中国人民大学国家社会发展研究院副院长、社会学系教授，博士生导师，教育部长江学者特聘教授，研究领域包括社会分层与社会流动、现代化与社会发展、组织研究等。李路路曾获中国国务院政府特殊津贴。